# Mozarlândia (ort)
Mozarlândia är en ort i Brasilien.   Den ligger i kommunen Mozarlândia och delstaten Goiás, i den centrala delen av landet, 300 km väster om huvudstaden Brasília. Mozarlândia ligger 300 meter över havet och antalet invånare är 11 251.
Terrängen runt Mozarlândia är platt. Runt Mozarlândia är det mycket glesbefolkat, med 6 invånare per kvadratkilometer..
Omgivningarna runt Mozarlândia är en mosaik av jordbruksmark och naturlig växtlighet.